# Сабате, Хавьер
Хавьер Сабате (исп. Xavier Sabaté Caviedes; род. 15 августа 1976 года, Барселона) — испанский гандбольный тренер.

## Биография
Начинал тренерскую карьеру в Испании, потом работал тренером в клубе «Веспрем», затем стал главным тренером. Возглавлял сборную Венгрии, а с 2018 года тренирует «Вислу». В феврале 2022 года возглавил сборную Чехии, под его руководством чехи отобрались на чемпионат мира 2025 года впервые за 10 лет.